# Muduex
Muduex ist ein Ort und eine Gemeinde (municipio) mit 109 Einwohnern (Stand: 2024) im Südwesten der Provinz Guadalajara in der Autonomen Gemeinschaft Kastilien-La Mancha. 

## Lage und Klima
Muduex liegt in einer Höhe von ca. 810 m in der Kulturlandschaft der Alcarria. Die Entfernung zur südsüdwestlich gelegenen Provinzhauptstadt Guadalajara beträgt ca. 22 Kilometer (Fahrtstrecke). Durch die Gemeinde führt die Autovía A-2. Das Klima ist gemäßigt bis warm; Regen (533 mm/Jahr) fällt übers Jahr verteilt.

## Bevölkerungsentwicklung
| Jahr      | 1970 | 1981 | 1991 | 2001 | 2011 | 2021 |
| Einwohner | 233  | 144  | 134  | 113  | 114  | 101  |

## Sehenswürdigkeiten
- Kirche Mariä Geburt
- Marienkapelle